# Fascioloidóza
Fascioloidóza je parazitární onemocnění volně žijících, ale i domácích, přežvýkavců způsobené motolicí velkou (Fascioloides magna). K onemocnění jsou nejvíce vnímaví volně žijící přežvýkavci z čeledě jelenovitých, zejména jelen lesní, wapiti, jelenec běloocasý, karibu a daněk. Motolicí se mohou nakazit i skot, ovce a kozy, zejména jsou-li zvířata chována na pastvinách, kde se může pohybovat i volně žijící zvěř. U ovcí a koz končí fascioloidóza téměř vždy úhynem zvířete.